# Notobasis syriaca
Notobasis syriaca é uma espécie de planta com flor pertencente à família Asteraceae. 
9
A autoridade científica da espécie é (L.) Cass., tendo sido publicada em Dict. Sci. Nat., ed. 2. (F. Cuvier) 25: 225. 1822; 35: 170. 1825.

## Portugal
Trata-se de uma espécie presente no território português, nomeadamente em Portugal Continental e no Arquipélago da Madeira.
Em termos de naturalidade é nativa das duas regiões atrás indicadas.

## Protecção
Não se encontra protegida por legislação portuguesa ou da Comunidade Europeia.